# Peter Mond, 4. Baron Melchett
Peter Robert Henry Mond, 4. Baron Melchett (* 24. Februar 1948 in London; † 29. August 2018) war ein britischer Peer und Politiker der Labour Party.

## Leben
Mond war der einzige Sohn des Vorsitzenden (Chairman) der British Steel Corporation Julian Mond, 3. Baron Melchett (1925–1973), und der Autorin Sonia Elizabeth Graham (jetzt Sinclair) (* 1925). Er besuchte das Eton College und studierte Rechtswissenschaften am Pembroke College der University of Cambridge. An der Keele University schloss er mit einem Master of Arts in Kriminologie ab und untersuchte später Cannabis-Abhängigkeit an der London School of Economics.
Er gehörte der Hereditary Peerage Association zum Zeitpunkt seines Todes nicht mehr an.

## Politik
Mond erbte beim Tod seines Vaters 1973 dessen Adelstitel als 4. Baron Melchett und 4. Baronet, of Hartford Hill, sowie den damals damit verbundenen Sitz im House of Lords. Seine Antrittsrede hielt er am 28. Januar 1974. Nach der Wiederwahl der Labour Party im Oktober 1974 wurde Mond von Harold Wilson zum Lord-in-Waiting (House of Lords-Whip) ernannt.
1975 wurde er Parlamentarischer Unterstaatssekretär (Parliamentary Under-Secretary of State) im Industrieministerium. Als James Callaghan 1976 Premierminister wurde, wurde Mond Staatsminister (Minister of State) beim Northern Ireland Office.
Zuletzt meldete er sich am 21. März 1989 im Parlament zu Wort.
Seinen Sitz verlor er durch den House of Lords Act 1999. Für einen der verbleibenden Sitze trat er nicht an.

## Weiteres Engagement
Er zog sich schließlich aus der aktiven Politik zurück und wurde zunächst 1984 bei der Ramblers’ Association tätig, bevor er 1989 zum Executive Director von Greenpeace UK ernannt wurde.
Mond war Inhaber eines landwirtschaftlichen Betriebs, der 360 ha umfasst. 1999 wurde er verhaftet, als er sich an einer Demonstration von Umweltschützern gegen eine Studie einer genetisch modifizierten Ernte beteiligte, bei der Pflanzen von Demonstranten zerstört wurden. Mond verbrachte eine Nacht im Gefängnis von Norwich, bevor er auf Kaution freigelassen wurde. Der Fall kam 2000 vor Gericht, wobei er und seine 27 Mitangeklagten freigesprochen wurden. Im selben Jahr trat er als Executive Director von Greenpeace in den Ruhestand, blieb aber Mitglied des Aufsichtsrates (Board).
2002 beendete er alle Verbindungen mit Greenpeace, als er eine Teilzeittätigkeit bei der PR-Firma Burson-Marsteller aufnahm. Diese war zuvor für Monsanto Company tätig und Mond wurde vorgeworfen, er hätte mit dieser Anstellung seine Integrität gefährdet und deshalb Greenpeace verlassen.
Seit 2002 war er Politikdirektor der Soil Association. Mond war Schirmherr (Patron) von Prisoners Abroad, einer registrierten Charity-Organisation, die britische Häftlinge im Ausland unterstützt.

## Nachkommen
Aus einer Beziehung mit Cassandra N. M. Wedd (* 1949) hinterließ er zwei Kinder, Jessica Joan Mond Wedd (* 1981) und Jay Julian Mond Wedd (* 1983). Da das Paar nie heiratete, hinterließ er keine ehelichen Nachkommen, wodurch seine Adelstitel bei seinem Tod, 2018, erloschen.